# 东坑上桥
东坑上桥，位于浙江省丽水市景宁畲族自治县东坑镇东坑村，为单孔木拱廊桥，景宁廊桥之一。2013年作为处州廊桥的单体之一，列入全国重点文物保护单位。

## 历史
东坑上桥始建于清代早期，同治八年（1869年）重修。桥梁全长23.7米，宽6.2米，拱跨18.7米，上设廊屋9间。